# Междуреченский район (Кемеровская область)
Междуреченский район — административно-территориальная единица (административный район) в Кемеровской области России.
Административный центр — город Междуреченск (в район не входит, но в рамках местного самоуправления образует вместе с территорией района единое муниципальное образование Междуреченский городской округ) .

## География
Район расположен в юго-восточной части Кемеровской области. Граничит на западе с Новокузнецким, на юге с Таштагольским районами Кемеровской области, на востоке с республикой Хакасия.

## История
Междуреченский район Кемеровской области был образован в 1989 году из части территории Новокузнецкого района и включил 3 сельсовета: Майзасский, Ортонский и Тебинский. 
В 1990-е годы в границах города Междуреченска и Междуреченского района было образовано муниципальное образование город Междуреченск — Междуреченский район.
Законом Кемеровской области от 17 декабря 2004 года № 104-ОЗ, в ходе муниципальной реформы, муниципальное образование город Междуреченск — Междуреченский район было преобразовано в муниципальное образование Междуреченский муниципальный округ.
По закону «Об административно-территориальном устройстве Кемеровской области» от 27 декабря 2007 года № 215-ОЗ Междуреченский район является административным районом, город Междуреченск — городом областного подчинения. Этим же законом были упразднены Майзасский, Ортонский и Тебинский сельсоветы.
В 2012 году упразднены посёлки Большой Ортон и Новый Базас Междуреченского административного района как фактически прекратившие существование.

## Население
| 2002  | 2009  | 2010  | 2011  | 2012  | 2013  | 2014  | 2015  |
| ----- | ----- | ----- | ----- | ----- | ----- | ----- | ----- |
| 2658  | ↗2706 | ↘2268 | ↘2255 | ↘2222 | ↘2174 | ↘2143 | ↘2075 |
| 2016  | 2017  | 2018  | 2019  | 2020  | 2021  |       |       |
| ↘2038 | ↘2001 | ↘1965 | ↘1952 | ↗1957 | ↘1170 |       |       |

## Населённые пункты
В район входят 11 населённых пунктов:
| №  | Населённый пункт | Тип населённого пункта | Территориальное управление | Население |
| -- | ---------------- | ---------------------- | -------------------------- | --------- |
| 1  | Барсук           | посёлок                | Тебинское                  | 13        |
| 2  | Ильинка          | посёлок                | Ортонское                  | 45        |
| 3  | Лужба            | посёлок                | Тебинское                  | 37        |
| 4  | Майзас           | посёлок                | Майзасское                 | 623       |
| 5  | Малый Майзас     | посёлок                | Майзасское                 | 0         |
| 6  | Ортон            | посёлок                | Ортонское                  | 658       |
| 7  | Сливень          | посёлок                | Тебинское                  | 0         |
| 8  | Студеный Плес    | посёлок                | Тебинское                  | 21        |
| 9  | Теба             | посёлок                | Тебинское                  | 706       |
| 10 | Трёхречье        | посёлок                | Ортонское                  | 115       |
| 11 | Учас             | посёлок                | Ортонское                  | 50        |